# Luanshya
Luanshya – miasto w Zambii, w prowincji Pasa Miedzionośnego, w obszarze Pasa Miedzionośnego. Około 132,3 tys. mieszkańców.
W mieście rozwinął się przemysł metal., materiałów budowlanych, drzewny, odzieżowy, spożywczy oraz hutniczy.